# USS Kimberly (DD-521)
An Yang (DD-18) à partir de 1967
Pour les autres navires du même nom, voir USS Kimberly.
L'USS Kimberly (DD-521) est un destroyer de la classe Fletcher en service dans la Marine des États-Unis pendant la Seconde Guerre mondiale. Il a été nommé en l'honneur du contre-amiral (rear admiral) Lewis A. Kimberly (1838–1902), officier de la marine américaine pendant la guerre de Sécession.

## Construction
Sa quille est posée le 27 juillet 1942 au chantier naval Bethlehem Mariners Harbor de Staten Island, dans l'état du New York. Il est lancé le 4 février 1943, parrainé par Mlle Elsie S Kimberly, fille de l'amiral Kimberly, et mis en service le 22 mai 1943.

## Historique

### Service dans la marine américaine
Après avoir été mis à l'épreuve, le Kimberly quitte la base navale de Norfolk le 10 septembre 1943 et fait route vers le Pacifique. Après une mise au point à Pearl Harbor, il arrive au large de Makin le 20 novembre. Tout au long de la campagne des îles Gilbert, le destroyer a servi dans la protection anti-sous-marine et a soutenu les Marines avec des tirs d'appui naval.

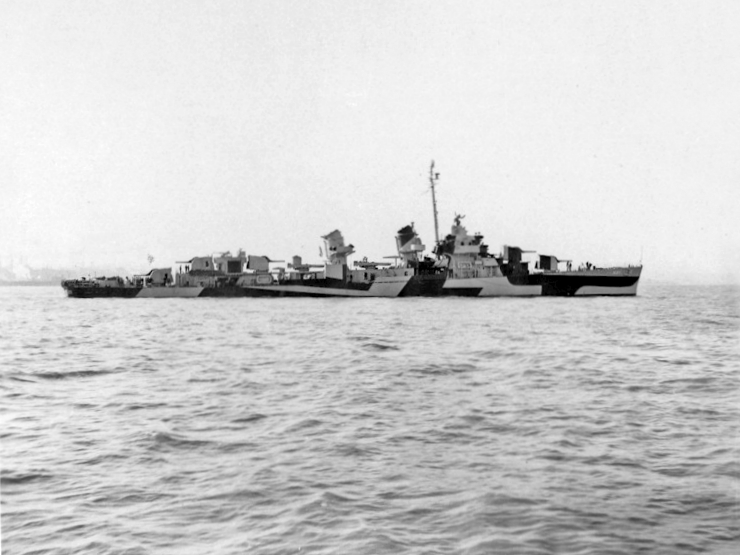
Le Kimberly au large du chantier navalMare Island Naval Shipyard le 6 octobre 1944

Le Kimberly quitte Tarawa le 6 décembre pour la côte ouest. Après des réparations à San Francisco, il appareille le 22 janvier 1944 pour les îles Aléoutiennes. Opérant avec la Task Force 94 (TF 94) du contre-amiral Wilder D. Baker, le destroyer quitte Attu le 1er février pour bombarder des batteries anti-aériennes. Le Kimberly est resté dans les Aléoutiennes pendant 7 mois, effectuant des patrouilles anti-sous-marines, des bombardements côtiers et des exercices d'entraînement, avant de faire route vers San Francisco le 18 septembre.
Alors que le rythme de la guerre du Pacifique s'accélère, le Kimberly arrive à Manus, dans les îles de l'Amirauté, pour se préparer à son rôle dans la campagne des Philippines. Le 10 novembre, il escorte un convoi de ravitaillement vers le golfe de Leyte, transportant du matériel pour réapprovisionner les forces alliées sur place. Dans la soirée du 21 décembre, alors que le Kimberly escorte un autre convoi vers la baie de Mangarin, à Mindoro, des avions-suicides japonais attaquent les navires américains. Au cours des deux heures qu'a duré la bataille, le Kimberly a abattu un avion et aidé à en abattre deux autres. Après l'attaque, le convoi se rendit dans la baie de Mangarin avec des hommes et du matériel pour la construction d'une piste d'atterrissage et d'une base de vedettes lance-torpilles PT boat pour soutenir l'invasion de Luçon.
Le destroyer quitta Leyte le 2 janvier 1945, surveillant un groupe de cuirassés avant l'invasion. En route, lors d'une attaque kamikaze, le destroyer a été tué une nouvelle fois. Arrivé au large du golfe de Lingayen le 6 janvier, le groupe de bombardement est immédiatement mis en alerte pour repousser les pilotes suicides ennemis. Ce jour-là, le Kimberly abat deux autres avions. Pendant le reste du mois, il bombarde une voie ferrée ennemie et des centres de ravitaillement.
En février, il se prépare à la campagne d'Okinawa, qui permettra aux forces alliées de s'approcher du territoire japonais. Quittant la baie de San Pedro le 21 mars pour une mission de surveillance radar, le destroyer, au large des Ryūkyūs, est attaqué le 26 mars par deux bombardiers en piqué Aichi D3A "Vals". Malgré de nombreux tirs antiaériens, un avion ennemi, bien qu'endommagé, s'est écrasé sur les supports de canon arrière, tuant 4 hommes et en blessant 57. Le Kimberly quitta la zone le 1er avril pour être réparé au chantier naval de Mare Island (Mare Island Naval Shipyard), où il arriva le 25 avril.
Il quitte Pearl Harbor le 10 août pour rejoindre la 3e flotte (3rd Fleet) en Extrême-Orient. Après la capitulation du Japon, il entre dans la baie de Tokyo le 4 septembre et deux jours plus tard, il escorte le cuirassé USS Missouri (BB-63)) et arrive à Philadelphie le 18 octobre. Après les cérémonies du Navy Day, le Kimberly quitte Philadelphie le 2 novembre et arrive à Charleston, en Caroline du Sud, le lendemain. Il y reste jusqu'au 5 février 1947, date à laquelle il est mis en réserve.

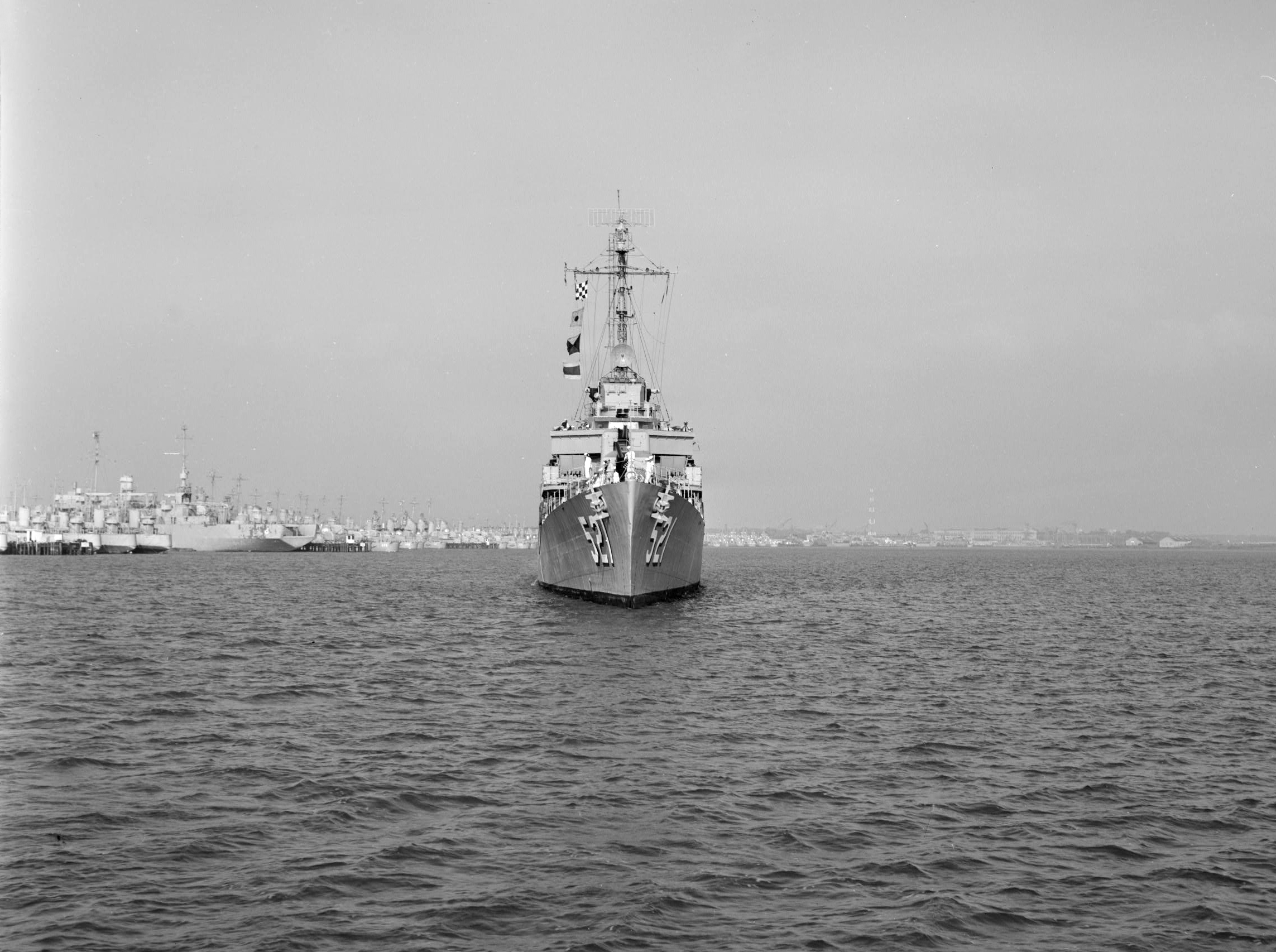
Le Kimberly en navigation le 29 septembre 1953

Après le début des hostilités en Corée, le Kimberly a été remis en service le 8 février 1951. Après une mise au point dans la baie de Guantanamo à Cuba et des exercices le long de la côte, il a quitté Norfolk le 15 mai 1951 et s'est dirigé vers le Pacifique en tant que navire de renfort. Il est arrivé le 18 juin et a appareillé cinq jours plus tard pour des opérations d'appui-feu au large de la côte ouest de la Corée, ainsi que pour des opérations anti-sous-marines et de protection contre les avions pour les porte-avions. À la mi-septembre, il arrive au large de Formose pour des opérations de patrouille avant d'appareiller le 6 octobre via les Philippines, le canal de Suez et la Méditerranée.
Arrivé à Norfolk le 12 décembre, le Kimberly opère le long de la côte atlantique et dans les Caraïbes pour des exercices d'entraînement jusqu'à son arrivée à Charleston, en Caroline du Sud, le 20 juin 1953. Il y reste et est désarmé le 15 janvier 1954. 
Après 12 ans passés dans la flotte de réserve de l'Atlantique (Atlantic Reserve Fleet) à Charleston, en Caroline du Sud, le Kimberly a rejoint le chantier naval de Boston (Boston Naval Shipyard) en juillet 1966 pour y être révisé avant d'être prêté au gouvernement de la République de Chine. Le navire a été prêté à Taïwan le 1er juin 1967, où il a servi dans la marine de la République de Chine sous le nom de ROCS An Yang (DD-18).

### Service dans la marine de la République de Chine
Le An Yang a été mis en service le même jour, le 1er juin 1967.
Le 5 janvier 1976, le navire a fait l'objet d'une révision et d'un projet "Liulong" au N°1 Naval Shipyard. Le navire utilise le système de contrôle et de commande de tir Wuyi, et ses principaux équipements de reconnaissance et de recherche sont le radar de contrôle de tir Mark 35, le radar de recherche aérienne AN/SPS-6C, le radar de contrôle de tir HR-76C, le radar de recherche aérienne SPSlOV, le radar de recherche aérienne AN/SPS-58C, la machine d'interception électronique ARGO-681, le sonar de coque DSQS2lCZ. Les armes et équipements principaux comprennent deux canons simples de 5 pouces, un canon OTO de 76 mm, deux canons jumelés Bofors de 40 mm, un lanceur hérisson Mark 10, un lance-roquettes à paillettes entraînable CR-201. Un lance-missiles Hsiung Feng I a été ajouté sur sa superstructure arrière. Des grenades sous-marines ont été ajoutées sur les rails et deux triples tubes lance-torpilles Mark 32.
En 1970, le numéro d'identification est changé en DD-997, et en 1979.
Le numéro du navire a de nouveau été modifié en DDG-918 au milieu des années 1980.
Le 29 juin 1981, au chantier naval no 1, le projet "Fuyang" et le projet Wujin no 1 ont été mis en œuvre, et les missiles Hsiung Feng I et Haishu ont été installés pour transformer le navire en navire lance-missiles.
Le navire a été désarmé le 16 septembre 1999 et coulé comme cible par le ROCS Hai Lung le 14 octobre 2003.

## Décorations
Le Kimberly a reçu 5 battle stars (étoiles de combat) pour son service pendant la Seconde Guerre mondiale et 1 battle star pour son service pendant la guerre de Corée.